# Vision du monde
Cet article court présente un sujet plus développé dans : Représentation du monde, Weltanschauung, Paradigme et Représentation sociale.
La vision du monde désigne, en philosophie, en psychologie sociale, l'ensemble des représentations métaphysiques, physiques et sociales qui orientent l'action des êtres humains.
Selon les auteurs et traducteurs en français, Weltanschauung, représentation du monde, représentation sociale et paradigme recouvrent, à peu près, le même champ conceptuel, ou entretiennent des relations de synonymie, d'hypéronymie ou d'hyponymie.
Celui qui s'en rapproche le plus est représentation du monde.